# Sojuz MS-08
Sojuz MS-08 – misja statku Sojuz do Międzynarodowej Stacji Kosmicznej, która dostarczyła jej 55. i 56. stałą załogę. Start odbył się 21 marca 2018 r. Był to 137. lot kapsuły Sojuz w historii i 91. ogółem lot załogowy do MSK.
Załogą dowodził rosyjski inżynier kosmiczny Oleg Artiemjew, a towarzyszyli mu dwóch Amerykanów: geofizyk Andrew Feustel i nauczyciel z doświadczeniem technicznym Richard Arnold. Wszyscy byli już na stacji wcześniej, choć dla Amerykanów był to pierwszy lot Sojuzem. W ramach zadań Arnold i Feustel (który będzie dowódcą Ekspedycji 56.) mają kontynuować program edukacyjny NASA Year of Education on Station; ponadto przez około sześć miesięcy załoga wzięła udział w około 250 badaniach naukowych i testach technicznych.

## Załoga

### Podstawowa
- Oleg Artiemjew (2. lot) – dowódca (Rosja, Roskosmos)
- Andrew Feustel (3. lot) – inżynier pokładowy (USA, NASA)
- Richard Arnold (2. lot) – inżynier pokładowy (USA, NASA)

### Rezerwowa
- Aleksiej Owczinin (2. lot) – dowódca (Rosja, Roskosmos)
- Nikołaj Władimirowicz Tichonow (1. lot) – inżynier pokładowy (Rosja, Roskosmos)
- Nick Hague (1. lot) – inżynier pokładowy (USA, NASA)